# Where I Come From (álbum de New Riders of the Purple Sage)
Where I Come From é o décimo quarto álbum de estúdio da banda americana de rock country New Riders of the Purple Sage. Foi gravada em 2008 e lançada pela gravadora Woodstock Records em 2 de junho de 2009.
Seguindo Wanted: Live at Turkey Trot, Where I Come From foi o segundo álbum gravado pelos New Riders depois que eles se formaram em 2005, com o co-fundador da banda David Nelson na guitarra, o antigo membro Buddy Cage no pedal steel, o ex-aluno do Hot Tuna Michael Falzarano na guitarra, Ronnie Penque no baixo e Johnny Markowski na bateria. Foi o primeiro álbum de estúdio da banda em 17 anos, desde Midnight Moonlight, em 1992.
Sete das músicas do álbum foram escrita por David Nelson, com letras de Robert Hunter, que escreveu a letra de muitas músicas da Grateful Dead. Quatro das outras cinco músicas também foram escritas pelos atuais membros da banda. Em 2010, uma versão da música "Olivia Rose", escrita por Ronnie Penque, apareceu em seu álbum Only Road Home.
A capa de Where I Come From foi ilustrada por Stanley Mouse, um artista conhecido por seus muitos pôsteres de shows e capas de álbuns.
| Críticas profissionais    | Críticas profissionais |
| Avaliações da crítica     | Avaliações da crítica  |
| Fonte                     | Avaliação              |
| ------------------------- | ---------------------- |
| Allmusic                  | [ 1 ]                  |
| Glide Magazine            | [ 6 ]                  |
| Grateful Web              | (não avaliado)         |
| Jambands.com              | (não avaliado)         |
| KindWeb                   | (não avaliado)         |
| Marin Independent Journal | (não avaliado)         |

Algumas cópias do álbum foram acompanhadas por um disco bônus chamado Where I Come From: Radio Mixes & Live Bonus.